# Marco Romizi
Marco Augusto Romizi (Arezzo, 13 febbraio 1990) è un calciatore italiano, centrocampista della Fermana.

## Caratteristiche tecniche
Può occupare tutte le posizioni nel centrocampo a tre, con la preferenza del vertice basso davanti alla difesa.
È molto abile nel rubar palla e far ripartire velocemente l'azione.

## Carriera

### Club

#### Fiorentina e Reggiana
Cresciuto nelle giovanili della Fiorentina, dopo aver vinto il premio di miglior centrocampista del campionato primavera per la stagione 2008/2009, passa in comproprietà alla Reggiana nella stagione 2009-2010 dove esordisce da professionista in Lega Pro Prima Divisione.
Il 25 giugno 2010 viene risolta la compartecipazione in favore della Fiorentina.
Il 27 luglio 2010 passa nuovamente alla Reggiana ma questa volta in prestito.

#### Bari
Il 13 gennaio 2012 viene ufficializzato il suo passaggio in comproprietà al Bari. Il 22 giugno viene rinnovata di un altro anno la comproprietà, restando così nel capoluogo pugliese.
Il 24 marzo 2013 mette a segno il suo primo gol in serie B, con un gran tiro dai 25 metri che regala la vittoria alla sua squadra nella sfida contro l'Empoli. In tutto gioca 29 partite e segna 1 gol.
Il 20 giugno seguente la comproprietà tra Bari e Fiorentina viene risolta a favore dei pugliesi. Nella stagione 2013-2014 arriva fino alla semifinale play-off giocando 30 partite con 2 gol.
Nella successiva segna un gol in 33 partite, piazzandosi 13º nella Top 15 dei centrocampisti di Serie B secondo una classifica stilata dalla Lega Serie B. Nella stagione 2015-2016 Romizi arriva al 5º posto in campionato con il Bari; perde i play-off al primo turno con il Novara. Debutta da titolare nella stagione 2016-2017 contro il Cittadella, alla prima giornata di campionato, venendo espulso all'85º minuto. Termina la stagione al 12º posto in classifica.

#### Anni successivi
In estate lascia Bari dopo cinque anni e si accasa al Vicenza, neoretrocesso in Serie C. Rimane svincolato a seguito del fallimento del club biancorosso.
Il 29 agosto 2018 si accorda con l'AlbinoLeffe, sempre in Serie C. A gennaio 2020 si accasa al AZ Picerno, in Serie C. Colleziona 5 partite in campionato e a fine stagione, vista la retrocessione in Serie D dei lucani, non rinnova il contratto, svincolandosi.
Il 29 dicembre 2020, passa al Bisceglie, club impegnato nel campionato di Serie C 2020-2021. Tra i nerazzurri stellati ritrova due vecchie conoscenze della sua esperienza al Bari: il direttore generale Paolo Tavano e il fisioterapista Marco Vespasiani.
Il 17 agosto 2024 firma con la Fermana, appena retrocessa in Serie D.

### Nazionale
Dopo aver fatto tutta la trafila delle giovanili iniziando con l'Under-17 e avendo come compagni Andrea Poli, Davide Santon ed altri, tra il settembre e l'ottobre 2009 ha partecipato al Campionato mondiale di calcio Under-20 2009, svoltosi in Egitto: ha giocato 4 partite su 5 prima dell'eliminazione dell'Italia, di cui due da titolare e altrettante da subentrato, pur essendo tra i più giovani della selezione azzurra.
Il 17 novembre 2010 esordisce con la Nazionale Under-21 giocando titolare nell'amichevole contro la Turchia (2-1) disputata a Fermo.

## Filmografia
- 2015 - Una meravigliosa stagione fallimentare

## Statistiche

### Presenze e reti nei club
Statistiche aggiornate al 4 maggio 2025.
| Stagione           | Squadra            | Campionato         | Campionato | Campionato | Coppe nazionali | Coppe nazionali | Coppe nazionali | Coppe continentali | Coppe continentali | Coppe continentali | Altre coppe | Altre coppe | Altre coppe | Totale | Totale |
| Stagione           | Squadra            | Comp               | Pres       | Reti       | Comp            | Pres            | Reti            | Comp               | Pres               | Reti               | Comp        | Pres        | Reti        | Pres   | Reti   |
| ------------------ | ------------------ | ------------------ | ---------- | ---------- | --------------- | --------------- | --------------- | ------------------ | ------------------ | ------------------ | ----------- | ----------- | ----------- | ------ | ------ |
| 2009-2010          | Reggiana           | 1D                 | 19+2       | 0          | CI+CI-LP        | 2+1             | 0               | -                  | -                  | -                  | -           | -           | -           | 24     | 0      |
| 2010-2011          | Reggiana           | 1D                 | 24         | 1          | CI+CI-LP        | 2+0             | 0               | -                  | -                  | -                  | -           | -           | -           | 26     | 1      |
| Totale Reggiana    | Totale Reggiana    | Totale Reggiana    | 43+2       | 1          |                 | 5               | 0               |                    | -                  | -                  |             | -           | -           | 50     | 1      |
| 2011-gen. 2012     | Fiorentina         | A                  | 0          | 0          | CI              | 0               | 0               | -                  | -                  | -                  | -           | -           | -           | 0      | 0      |
| gen.-giu. 2012     | Bari               | B                  | 9          | 0          | CI              | -               | -               | -                  | -                  | -                  | -           | -           | -           | 9      | 0      |
| 2012-2013          | Bari               | B                  | 28         | 1          | CI              | 1               | 0               | -                  | -                  | -                  | -           | -           | -           | 29     | 1      |
| 2013-2014          | Bari               | B                  | 29         | 2          | CI              | 1               | 0               | -                  | -                  | -                  | -           | -           | -           | 30     | 2      |
| 2014-2015          | Bari               | B                  | 33         | 1          | CI              | 2               | 0               | -                  | -                  | -                  | -           | -           | -           | 35     | 0      |
| 2015-2016          | Bari               | B                  | 24+1       | 0          | CI              | 1               | 0               | -                  | -                  | -                  | -           | -           | -           | 26     | 0      |
| 2016-2017          | Bari               | B                  | 23         | 0          | CI              | 2               | 0               | -                  | -                  | -                  | -           | -           | -           | 25     | 0      |
| Totale Bari        | Totale Bari        | Totale Bari        | 146+1      | 4          |                 | 7               | 0               |                    | -                  | -                  |             | -           | -           | 154    | 4      |
| 2017-2018          | Vicenza            | C                  | 28+2       | 1          | CI+CI-C         | 1+0             | 0               | -                  | -                  | -                  | -           | -           | -           | 31     | 1      |
| ago. 2018-2019     | AlbinoLeffe        | C                  | 32         | 1          | CI-C            | 0               | 0               | -                  | -                  | -                  | -           | -           | -           | 32     | 1      |
| 2019-gen. 2020     | AlbinoLeffe        | C                  | 0          | 0          | CI-C            | 0               | 0               | -                  | -                  | -                  | -           | -           | -           | 0      | 0      |
| Totale Albinoleffe | Totale Albinoleffe | Totale Albinoleffe | 32         | 1          |                 | 0               | 0               |                    | -                  | -                  |             | -           | -           | 32     | 1      |
| gen.-giu. 2020     | AZ Picerno         | C                  | 5+1        | 0          | CI-C            | -               | -               | -                  | -                  | -                  | -           | -           | -           | 6      | 0      |
| dic. 2020-2021     | Bisceglie          | C                  | 20+2       | 0          |                 | -               | -               | -                  | -                  | -                  | -           | -           | -           | 19     | 0      |
| 2021-2022          | Cavese             | D                  | 31+2       | 1          | CI-D            | 2               | 0               | -                  | -                  | -                  | -           | -           | -           | 35     | 1      |
| 2022-2023          | Trapani            | D                  | 15+2       | 0          | CI-D            | 2               | 0               | -                  | -                  | -                  | -           | -           | -           | 19     | 0      |
| 2023-gen. 2024     | Luparense          | D                  | 14         | 0          | CI-D            | 1               | 0               | -                  | -                  | -                  | -           | -           | -           | 15     | 0      |
| gen.-giu. 2024     | Vigor Senigallia   | D                  | 15         | 0          | CI-D            | 0               | 0               | -                  | -                  | -                  | -           | -           | -           | 15     | 0      |
| 2024-2025          | Fermana            | D                  | 30         | 1          | CI-D            | 1               | 0               | -                  | -                  | -                  | -           | -           | -           | 31     | 1      |
| Totale carriera    | Totale carriera    | Totale carriera    | 379+12     | 9          |                 | 19              | 0               |                    | -                  | -                  |             | -           | -           | 410    | 9      |